# Shetland (chien)
Pour les articles homonymes, voir Shetland (homonymie).
Le berger des Shetland (Shetland Sheepdog), nommé aussi Shetland ou sheltie, est un petit chien de berger originaire des îles Shetland, au nord de l'Écosse, où il était utilisé pour garder les moutons. Il est issu du croisement de chiens des îles Shetland et, par la suite, de colleys. Bien qu'il ressemble à s'y méprendre à un jeune colley à poil long de six mois, le berger des Shetland n'est pas un colley miniature, mais un cousin éloigné devenu une race à part entière. 

## Caractère
C'est un chien sympathique, intelligent, très attaché à ses maîtres. Le standard de race récapitule le tempérament du Sheltie comme « affectueux et réceptif vis-à-vis du maître, réservé envers les étrangers, jamais craintif ». Le Shetland a effectivement les qualités d'un chien de berger, il est robuste et s'épanouit aux côtés de son maître, ainsi que par l'attention et les éloges qu'on lui fait. C'est un chien doux, faisant un bon compagnon pour les enfants comme pour les grands[réf. nécessaire].
Mais le berger des Shetland peut parfois se montrer têtu et s'il a décidé de ne pas faire quelque chose, il vaut mieux ne pas insister, faute de le décourager. 
Loyal et affectueux avec ses maîtres, il est méfiant vis-à-vis des étrangers. C'est un bon gardien, un bon avertisseur. 
Il se crée lui même ce qu'il considère comme son groupe, généralement ses maîtres, et sera attentif pour détecter une absence qui lui semblerait anormale. Il ne manquera alors pas de le faire remarquer de façon sonore.
Il est doué d'un relativement bon sens de l'observation, et d'une capacité assez remarquable à analyser les nouvelles choses ou les changements. Cela va de pair avec une curiosité assez prononcée de manière générale.
Au Canada, le Shetland est la 6e race de chien la plus populaire entre 2015 et 2020, selon le club canin canadien. 

## Description

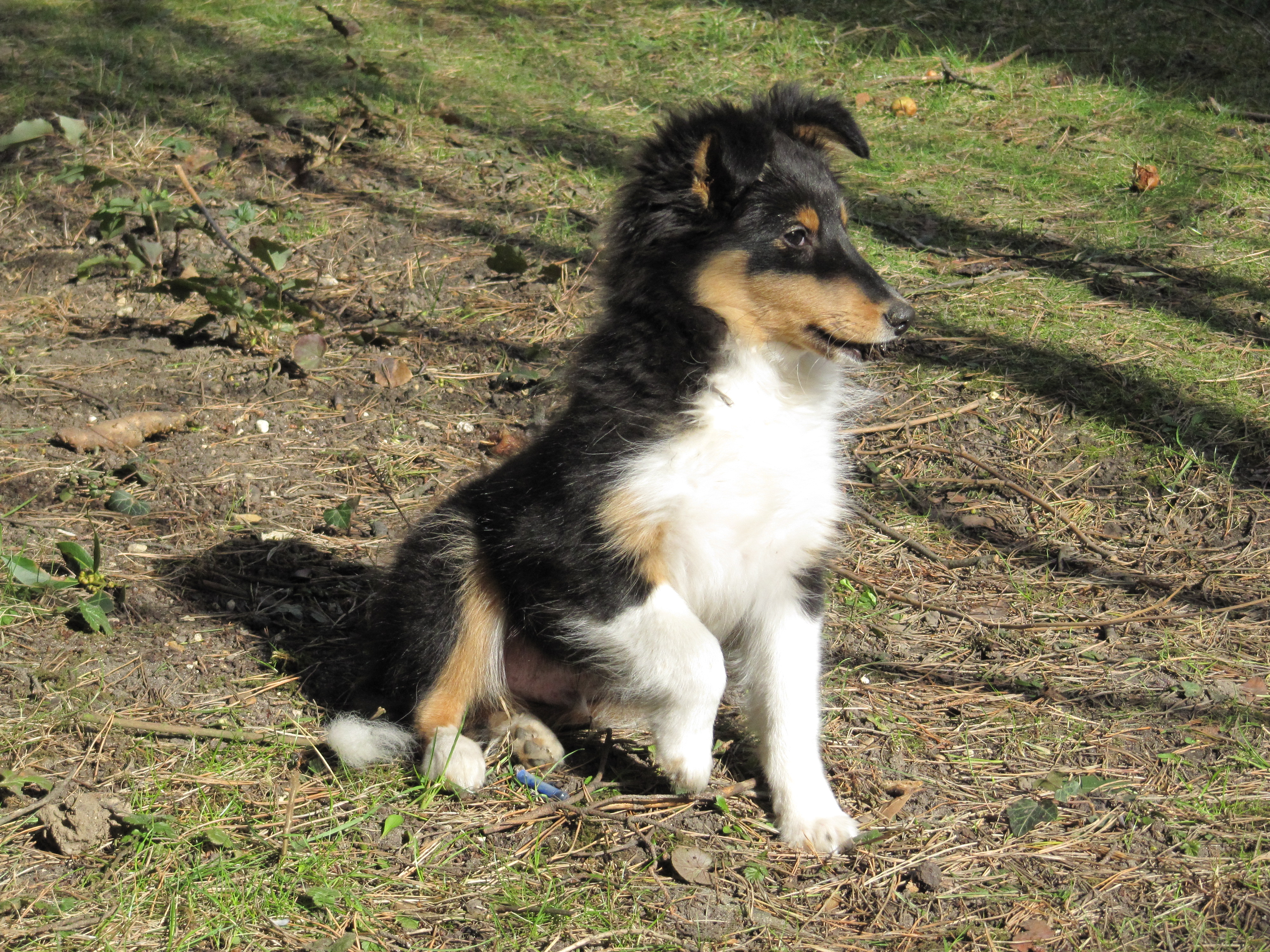
Chiot tricolore à trois mois et demi.
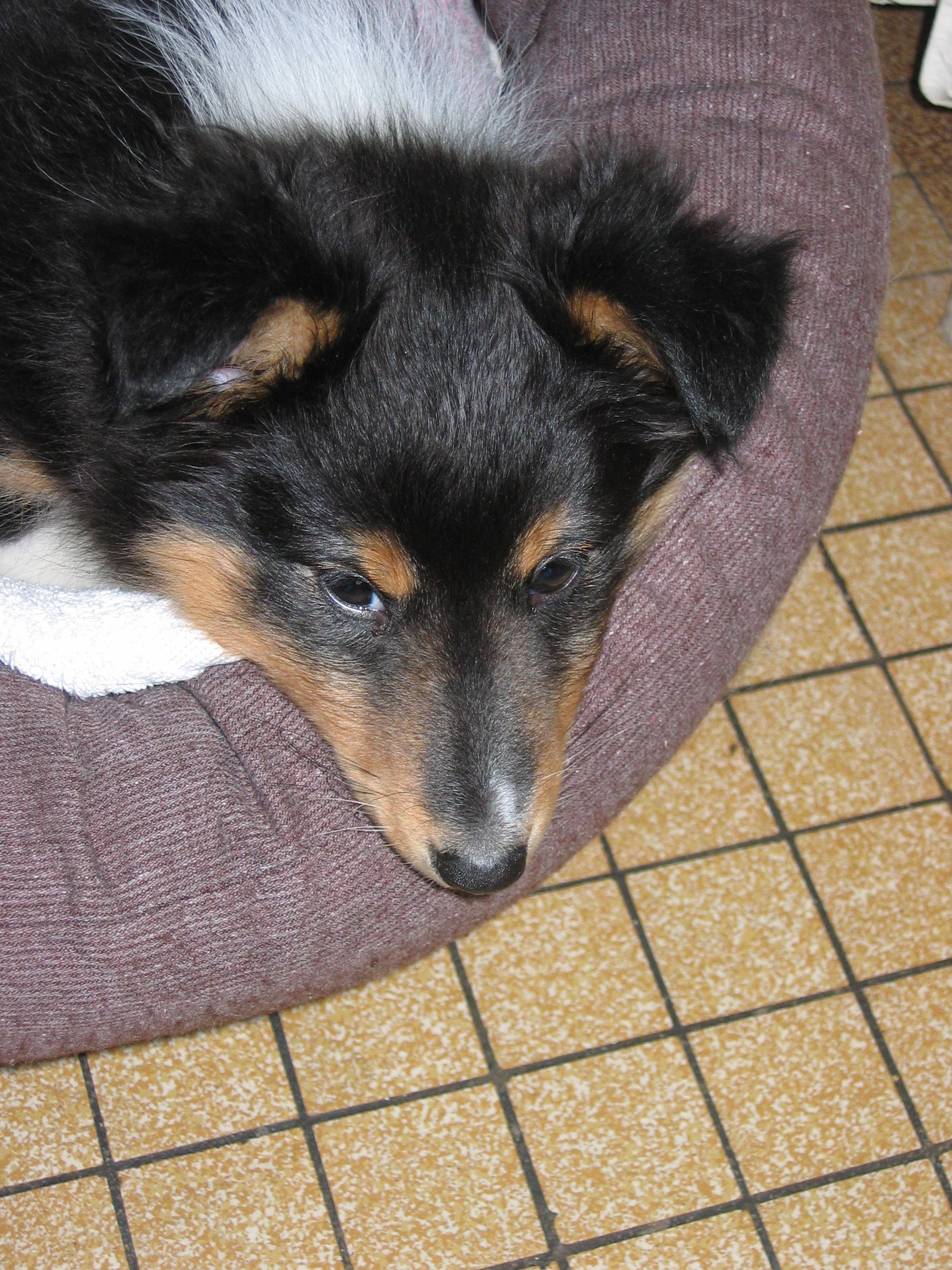
Portrait d'un chiot de deux mois.
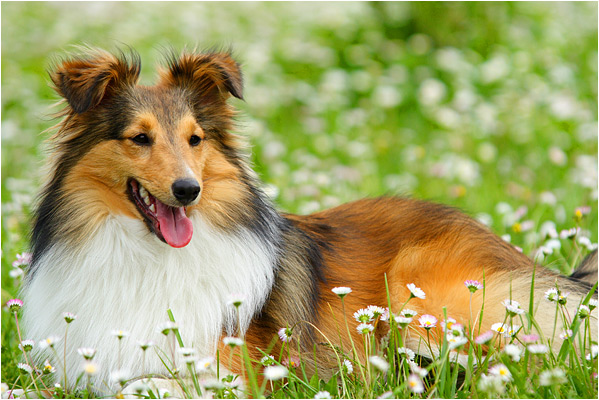
Shetland fauve charbonné de douze mois.
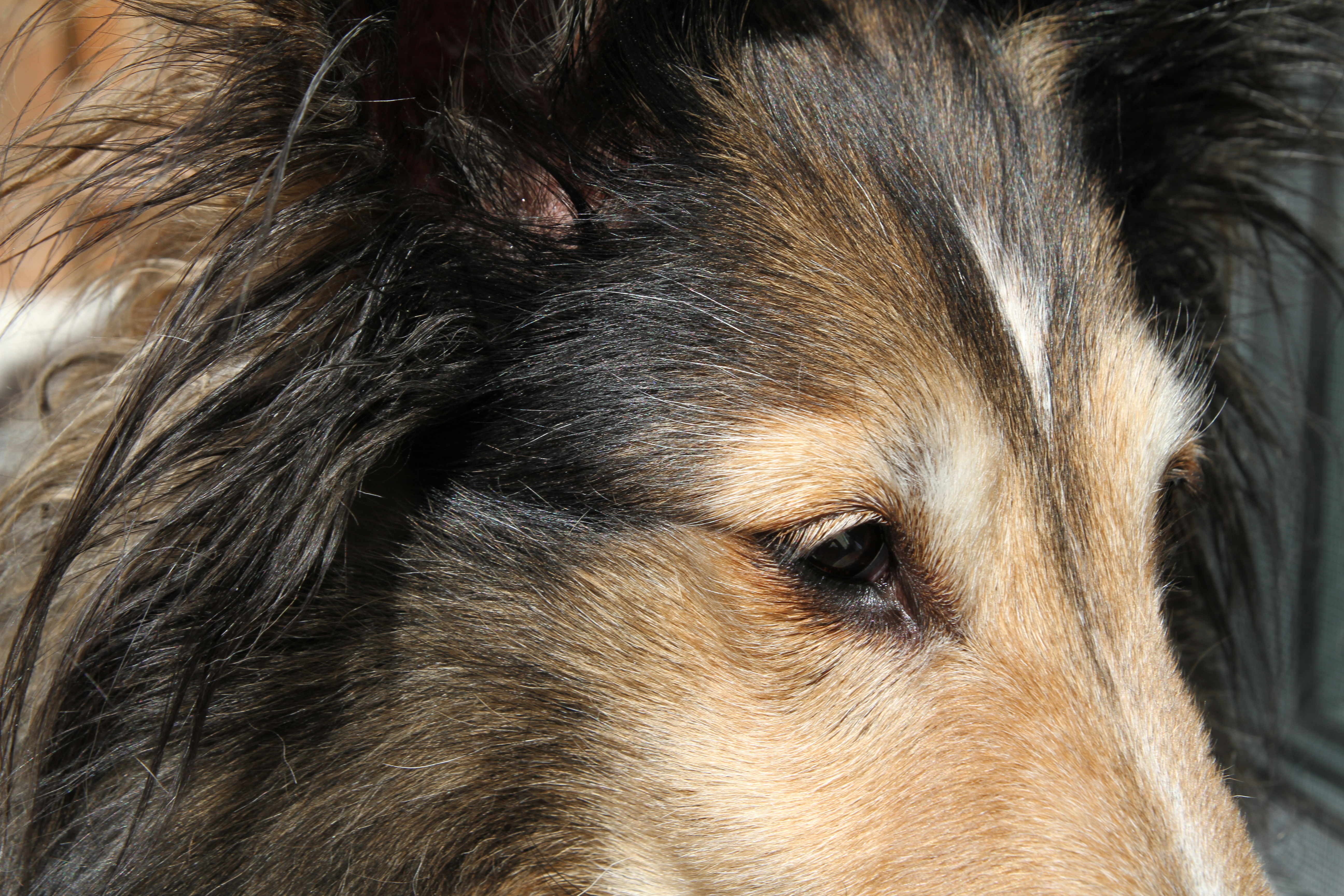
Face d'un Shetland de douze ans.

Sa taille adulte doit être idéalement de 37 cm pour les mâles et 35.5 cm pour les femelles. Il pèse entre sept et dix kilos. Cependant, certains Shetland dépassent parfois la norme. Il possède un surpoil mi-long et un sous-poil très doux, fin et dense.
Les couleurs de robes admises sont :
- bicolore : noir et blanc, bleu et blanc
- tricolore : noir, blanc et feu
- merle
- fauve, fauve charbonné avec des marques blanches.

## Activités
Ce chien aime vivre au contact de son maître et de la nature.
Étant à l'origine un chien de travail, le berger des Shetland est actif. Cependant, grâce à sa petite taille il sait s’accommoder d'un jardin de dimension réduite et profiter des balades et des excursions en famille. C'est aussi un animal de compagnie agréable à l'intérieur de la maison : il s'y adapte et sait y rester calme.
Le Sheltie possède une intelligence aiguë et une grande aptitude à apprendre qui le rend approprié à beaucoup de disciplines : agility, jumping, flyball, troupeau, obé rythmée et beaucoup d'autres activités sportives canines. Cette capacité d'apprentissage lui est transmise de façon héréditaire. C'est une race qui était exercée non pas à chasser mais à accomplir des tâches complexes, à proximité de ses maîtres. Il s’éduque par le plaisir et il apprend rapidement.

## Santé

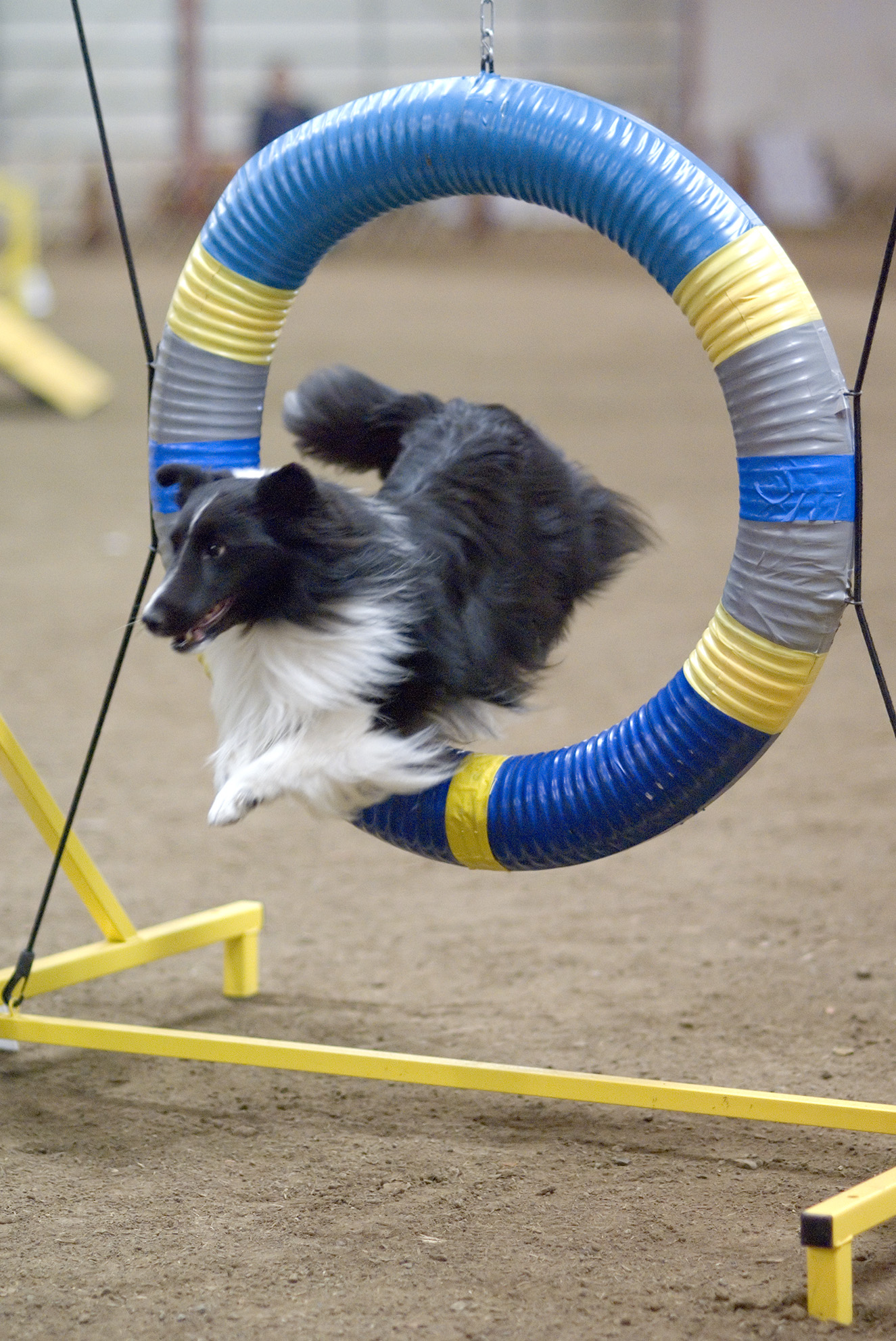
Entrainement d'un Shetland pour l'agilité.

Son espérance de vie est de douze à seize ans.
Cette race connaît peu de problèmes de santé.
Comme sur d'autres races, des affections oculaires ont été identifiées, telles que la distichiasis, l'atrophie des photorécepteurs (APR), ou l'anomalie de l’œil du colley (AOC). Ces cas sont rares et pour les anomalies héréditaires (comme l'APR ou l'AOC), il n'y a pas ou très peu de cas observés en France grâce à la politique du Shetland club de France et à sa sélection d'élevages de confiance. Passer par ces élevages est une sécurité supplémentaire. Il faut faire très attention en cas d'acquisition d'un Shetland dans un autre pays. L'AOC, par exemple, a une prévalence forte aux Pays-Bas et au Royaume-Uni.
D'autres affections se raréfient de la même façon, par cette politique veillant à écarter de la reproduction les mâles atteints, telle l'ectopie testiculaire (absence d'un ou deux testicules). Par ailleurs, le Shetland n'est pas concerné par la dysplasie coxo-fémorale (maladie de la hanche) qui touche d'autres races.
C'est un chien solide, et robuste. Élégant, il ne demande, malgré ses poils longs, pas beaucoup d'entretien. Un brossage une fois par semaine sauf en période de mue où son manteau demande un peu plus d'attention. L'idéal consiste à brosser l'ensemble de la fourrure à rebrousse-poils, évacuant ainsi le poil mort, empêchant la formation de bourres ou de nœuds, stimulant la circulation sanguine et la repousse. L'habituer jeune à ces séances n'a que des avantages, même à un âge où le poil est court. On procède généralement de l'arrière vers l'avant et de bas en haut, en prenant soin des endroits sensibles et propices aux nœuds, le dessous de la queue, le derrière des coudes et des cuisses, et surtout le pourtour des oreilles.
S'il est gêné, s'il se gratte anormalement, la cause peut être un sous-poil emmêlé. Ces grattages peuvent aussi être une alerte sur la présence d'épillets s'il s'est promené sur un terrain propice à l'un ou à l'autre.

## Reproduction
Une chienne shetland atteint sa maturité sexuelle entre sept et douze mois. Elle aura alors, tous les six mois environ, ses chaleurs et cela toute sa vie durant. Toutefois, il arrive qu'une chienne n'ait ses chaleurs qu'une fois par an. Le moment le plus favorable à l'accouplement se situe entre le dixième et le quinzième jour de chaleurs. La période de chaleurs accentue les risques de fugue, pour une race naturellement curieuse et peu craintive.
Les mâles sont pubères au même âge, entre sept et dix mois.
La reproduction du shetland demande de la patience. L'accouplement est bref, quelques minutes, mais les partenaires restent collés l'un à l'autre pendant quinze à soixante minutes. Ce phénomène surprenant est dû au gonflement du pénis du chien, qui reste prisonnier dans le vagin, par la configuration de celui-ci. Il ne faut pas les séparer et laisser les organes génitaux retrouver leur volume normal. Le nombre de chiot par portée peut varier de un à six chiots, avec une moyenne de 3 chiots. Le record enregistré en France est de 9 chiots.